# Famille Mikola
La famille Mikola (hongrois : szamosfalvi báró Mikola) est une ancienne famille hongroise de Transylvanie.

## Histoire
Cette famille a des origines très anciennes et ses ancêtres sont communs avec les familles Gyerőff, Radó et Vitéz, aujourd'hui éteintes, et avec les familles Kemény et Kabos qui existent toujours. Ces familles partagent les mêmes armoiries : un cerf sortant d’une couronne.
En cas d’extinction de l’une d'elles, différents accords et chartes avaient été signés entre elles afin que le patrimoine soit récupéré par les autres, ceci en accord avec le roi Ladislas (Ier ou IIe, nous ne savons pas). La couronne de Hongrie étant normalement le bénéficiaire de tout héritage non recouvert dans le cadre d'une défaillance de lignée masculine (hors Pays sicule).
La famille remonte à Tamás Mikola, Ispan, et à Felicián Mikola, conseiller et chancelier du roi Ladislas IV de Hongrie.

## Membres
- László (I.) Mikola, vice-voïvode de Transylvanie sous la reine Isabelle Jagellon.
- Ferenc (III.) Mikola, petit-fils du précédent, il fut élevé en 1571 au rang de baron par le roi Maximilien.
- János (II.) Mikola, fils du précédent, il fut conseiller privé, főispán de kolozs et président des domaines transylvains en l'absence du prince Gabriel Bethlen.
- Zsigmond Mikola (1622-1679) participa à la campagne de Pologne de Georges Ier Rákóczi et fut capturé par les Tatars. Après six années de captivité, il fut par la suite conseiller privé du prince Abaffi Ier et főispán de kolozs.
- László (II.) Mikola (1665-1742), dernier membre de la famille Mikola, il fut chancelier de Transylvanie et assesseur de la Cour suprême royale (királyi táblai ülnök).

## Sources, liens externes
- Iván Nagy : Magyarország családai
- A Pallas nagy lexikona
- Généralogie sur genealogy.euweb